# 王月丹
王月丹（1972年12月—），男，中国免疫学家，医学博士，北京大学教授。现任北京大学医学部免疫学系副主任、北京大学医学部生物医学实验教学中心副主任兼病原与免疫学综合实验室主任。

## 经历
1972年12月生于北京。1991年至1996年，在首都医科大学临床医学专业学习。1996年至1999年，在苏州医学院攻读免疫学专业硕士研究生。1999年至2002年，在苏州大学内科学专业学习，获博士学位。读博期间，于2000年至2001年在法国蒙彼利埃大學医学院和附属医院进修。2002年8月受聘为北京大学基础医学院免疫学系讲师。2003年上半年，在香港科技大学生物系做访问学者。2002年8月至2004年7月，担任北京大学医学部基础医学院免疫学系讲师。2004年8月晋升副教授。2005年2月起任免疫学系副主任，主管教学工作。2011年起任北京大学生物医学实验教学中心（国家级示范实验教学中心）副主任。2012年8月晋升教授。2017年获首届北京市高等学校青年教学名师奖。。

## 出版物
主编《轻松学习医学免疫学》《病原生物与免疫学》《医学免疫学与病原生物学实验教程》《医学免疫学》《健康免疫学》《人体健康与免疫科普丛书·疾病预防篇》等专著。

## 言论
在2016年中国疫苗事件中，王月丹直言，贩卖未经过妥善冷藏的疫苗“是在杀人”。